# Руквудское кладбище

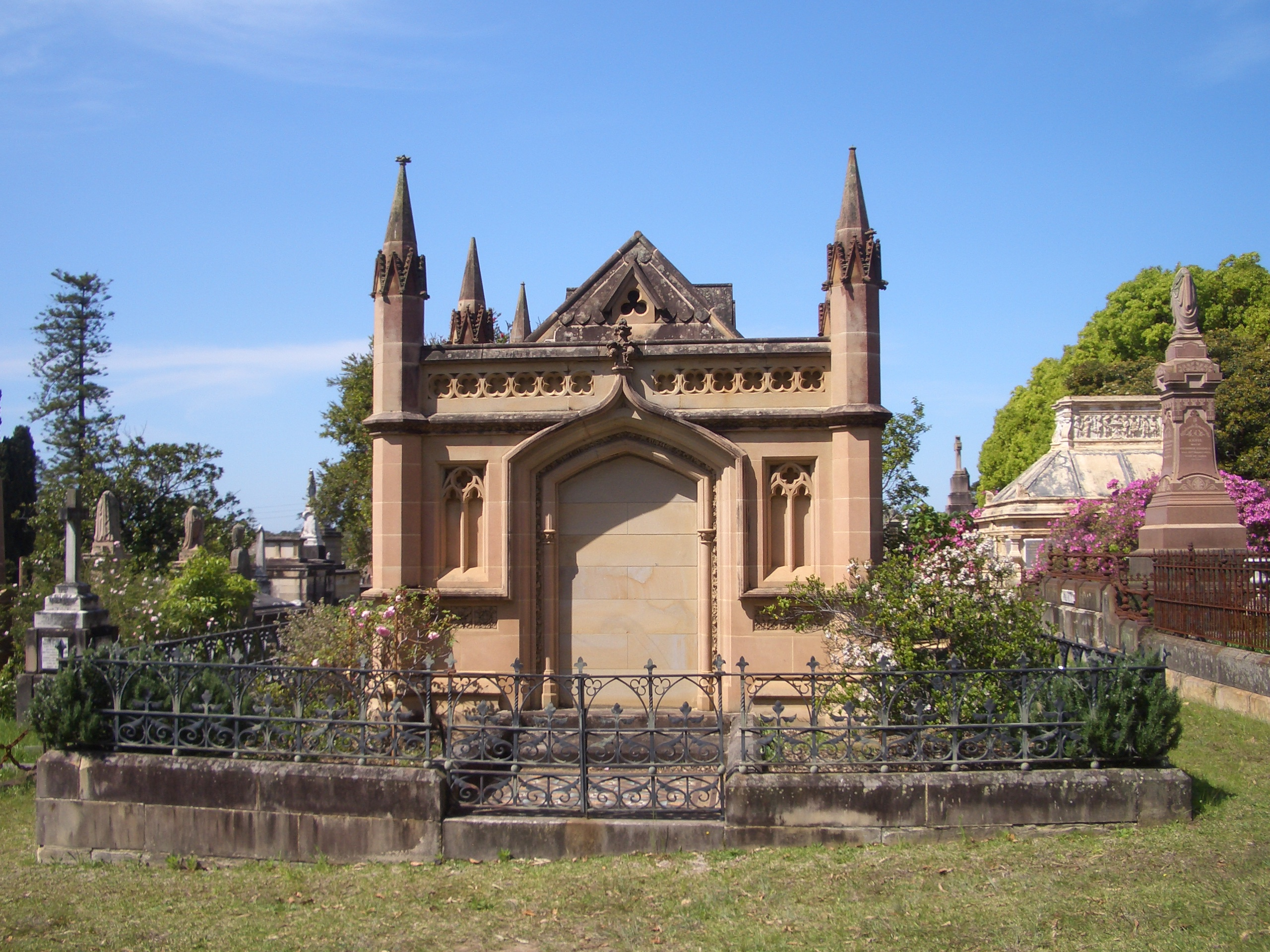
Фамильный склеп на кладбище Руквуда

Руквудское кладбище (англ. Rookwood Cemetery) — кладбище в западном пригороде Сиднея.
Кладбище было создано в 1868 году, расположено в 17 км западнее делового центра города. Площадь некрополиса около 300 гектаров, что делает его крупнейшим в Южном полушарии. На кладбище более миллиона захоронений.
На кладбище имеется несколько участков различных христианских конфессий, мусульманский, еврейский и пр. На территории построены часовни для религиозных обрядов, а также крематорий с колумбарием. Англиканский участок (31 га) отделён каналом.

## Галерея

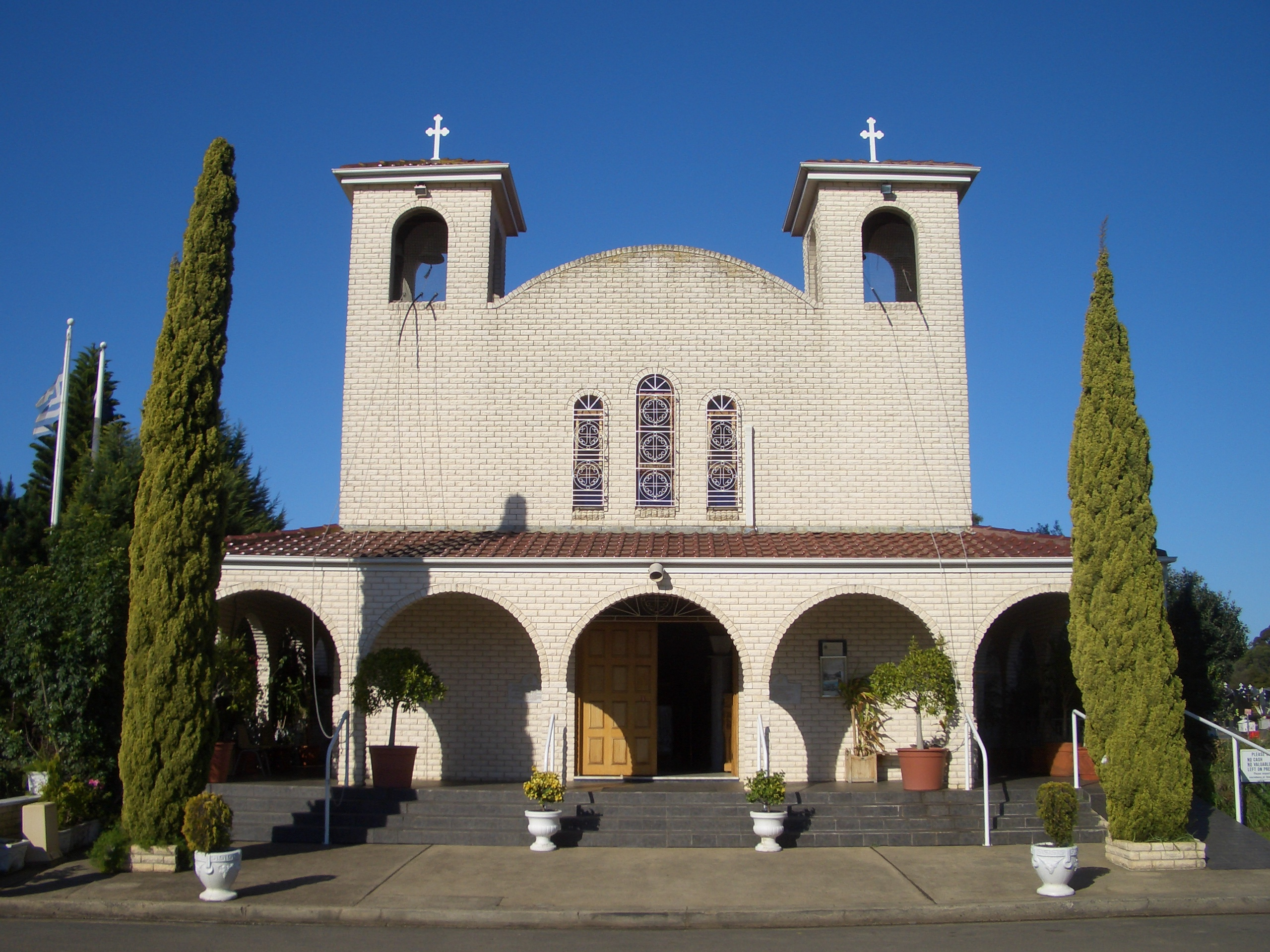
Греческая православная церковь
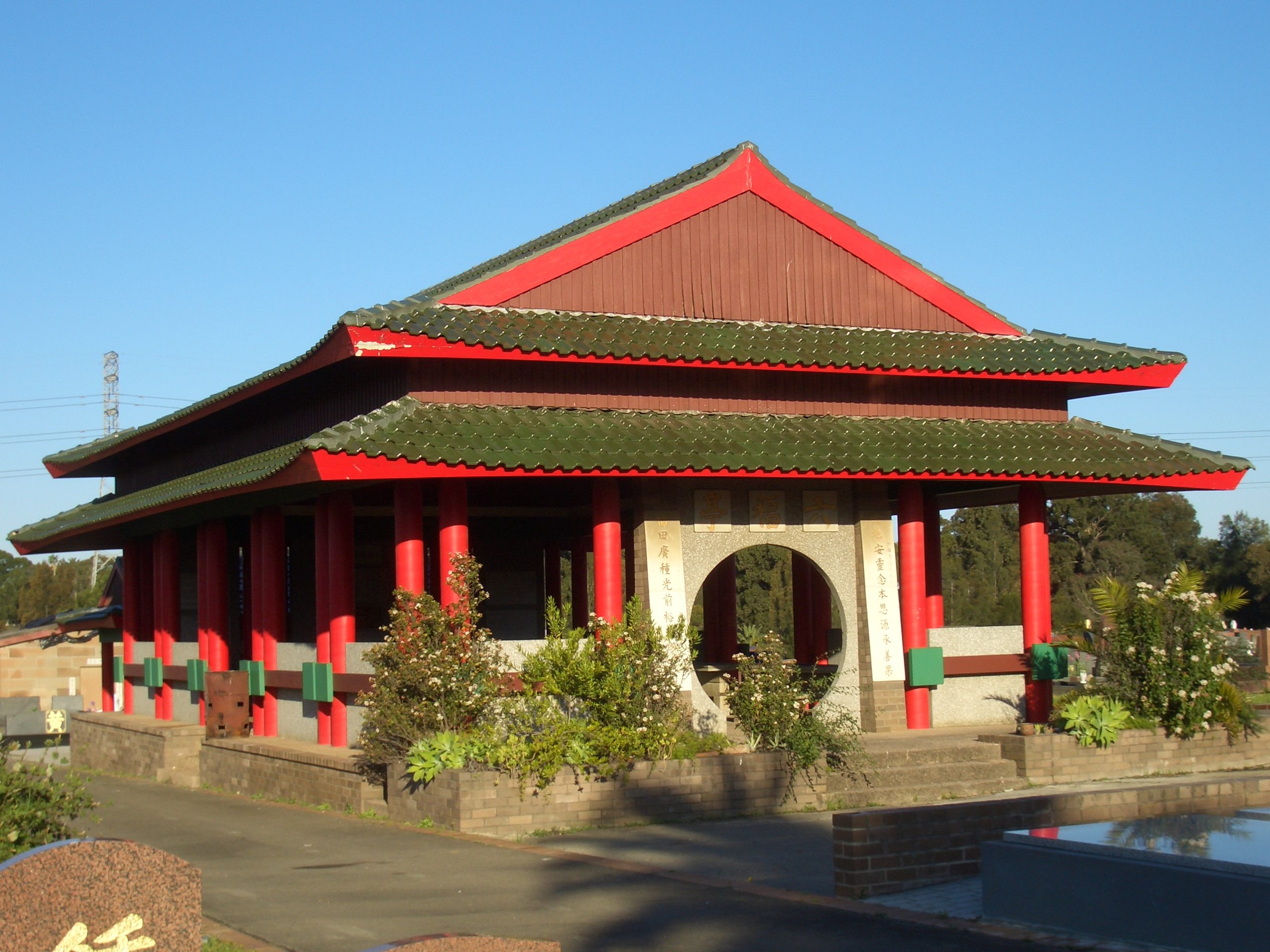
Китайский храм
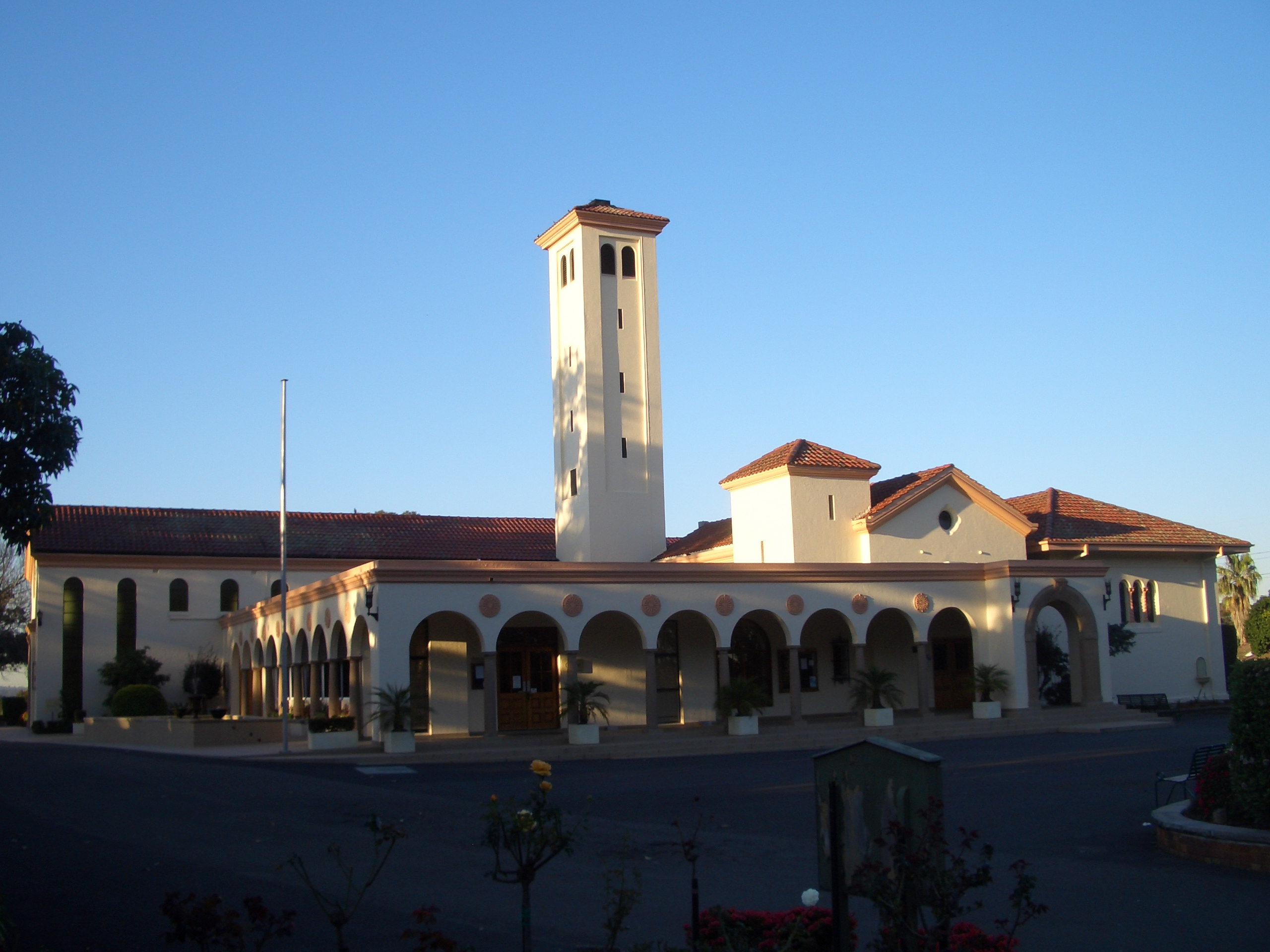
Руквудский крематорий
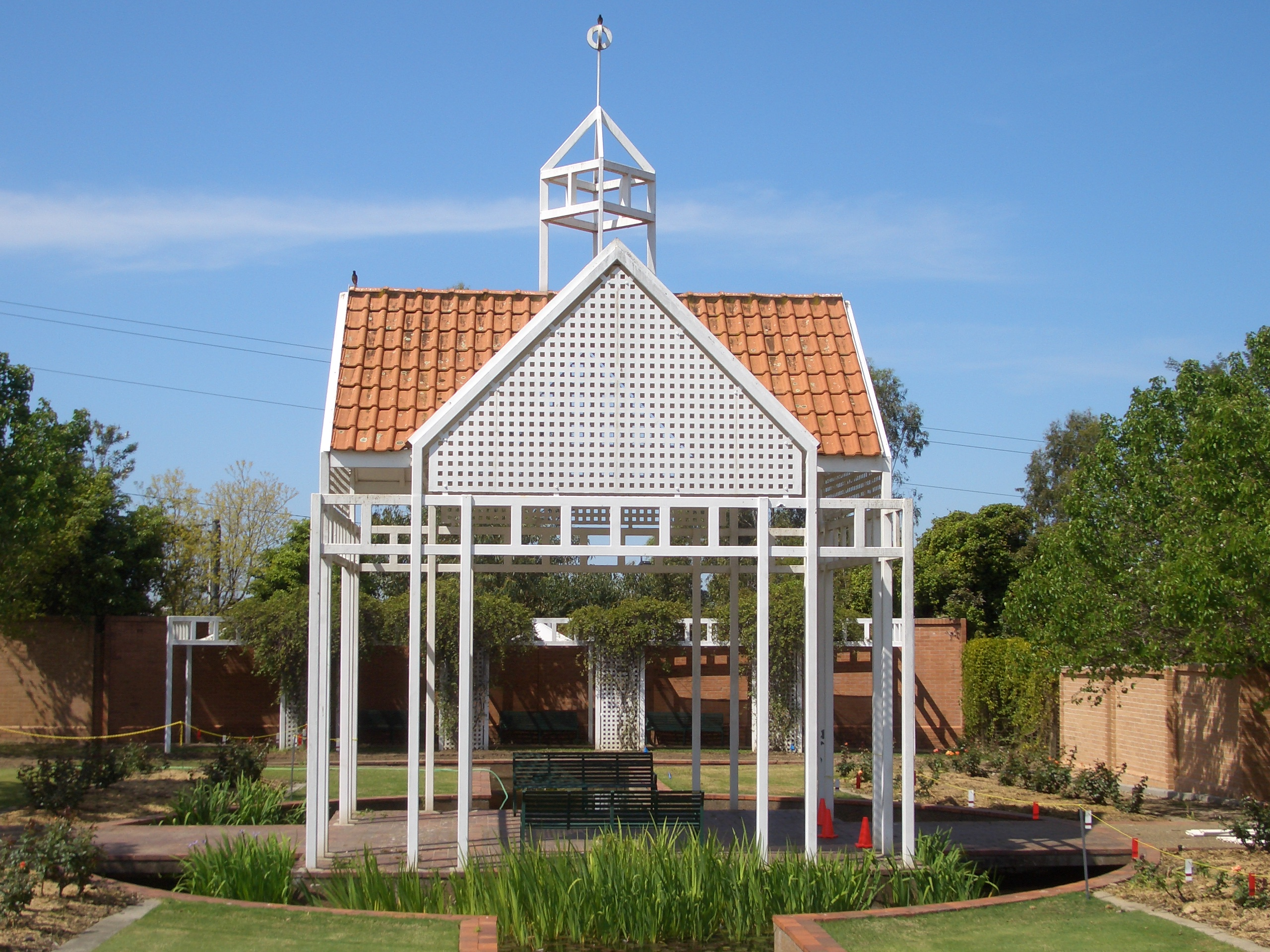
Строение в Саду памяти